# Vale Encantado
Vale Encantado é um bairro da cidade Vila Velha, no estado do Espírito Santo.
O bairro, que outrora era denominado Parque Alice, surgiu na década de 1960 a partir de um loteamento nas terras da família Laranja. Devido a lenda de que uma lagoa nas redondezas era encantada, o bairro passou a ser chamado Vale Encantado. Sua população em 2010 era de 10.047 habitantes, distribuídos em cerca de 3,6 mil residências, estando entre os (10) dez bairros mais populoso de Vila Velha, a região do Grande Vale Encantado tem aproximadamente  8 mil eleitores.  O bairro está situado entre os bairros Araçás, Jardim do Vale, Rio Marinho e Santa Clara. Os residentes podem desfrutar de três escolas e uma creche pública, uma escola particular e ainda uma Unidade Básica de Saúde. O bairro também é atendido pelo sistema de transporte coletivo, que realiza a integração entre os terminais urbanos de Itaparica, São Torquato, Jardim América, e Campo Grande, além das linhas municipais.

## Estrutura
O bairro é considerado plano, e em razão de ser mais elevado que os bairros próximos e possuir em seu entorno uma ampla área de drenagem natural, não sofre com os constantes alagamentos que afligem o município. O mesmo é acessado por duas rodovias estaduais, a Leste-Oeste e a Rodovia Darly Santos. Suas ruas, por sua vez, estão sendo pavimentadas e recebendo rede de drenagem pluvial. Apesar de possuir uma Estação de Tratamento de Esgoto, grande parte dos domicílios não usufruem do serviço de coleta dos efluentes, sendo que algumas residências que não possuem fossa séptica lançam os dejetos de maneira irregular diretamente na Área de Preservação Permanente da Lagoa Encantada, que circunda parte da região. O bairro possui uma grande praça, que acomoda um ginásio de esporte coberto e um campo de futebol.

## Problemas
Os maiores problemas enfrentados pelo bairro são decorrentes do rápido crescimento, uma vez que não há infraestrutura adequada ao desenvolvimento previsto. Com isso, os fatores já observados, como o desordenamento territorial e a destinação irregular do esgoto tendem a serem agravados. O bairro possui um histórico forte de violência devido as frequentes mortes que ocorriam nas glebas e areais do entorno. Atualmente, a região ainda sofre com o tráfico e uso de entorpecentes, que ocasiona a morte de alguns jovens.

## Comércio de Vale Encantado
O setor de comércio e serviços no bairro é diversificado. Possui supermercados, farmácias, casas lotéricas, agências bancárias, caixas eletrônicos, restaurantes, lanchonetes, academias, copiadora, distribuidoras de bebidas e doces, lojas de material de construção, roupas, armarinhos, padarias, pizzarias, posto de combustível, dentre outros. Os principais pontos do comércio estão na via principal do bairro, a Avenida São Gabriel da Palha.

## Crescimento
Com a instalação de diversas empresas no bairro e o desenvolvimento do Polo Empresarial às margens da Rodovia Darly Santos, o bairro experimenta um rápido crescimento. Com a nova política de expansão do eixo sul e oeste do município, estas regiões vêm sendo contempladas com novos equipamentos públicos e empreendimentos privados. Especificamente nas imediações do bairro, são esperados um hospital, uma nova sede do Corpo de Bombeiros, uma rodoviária, novos centros de ensino, delegacias, a nova sede da Prefeitura Municipal, e outros. Devidos sua localização geográfica e as futuras melhorias, apesar da precária infraestrutura existente, os preços do metro quadrado foi elevado, fazendo com que ainda haja muitos terrenos baldios.

## Meio ambiente
O progresso chegou ao bairro, trazendo também a preocupação com o meio ambiente. Na área que engloba o bairro, existe a Área de Proteção Permanente da Lagoa Encantada, donde nasce o Rio Aribiri. Várias lagoas, alagados e matas fazem parte deste importante ecossistema, onde residem macacos, aves de várias espécies e outros animais em risco de extinção, o que tornam sua fauna e flora riquíssimas. No passado, a região onde hoje é loteada abrigava a mata de restinga e várias lagoas, mas grande parte foi destruída pela retirada predatória de areia. Há também no entorno o Morro do Carcará e a Zona Especial de Interesse Ambiental dos Alagados do Vale, todas elas protegidas pelo Plano Diretor Municipal.

## Cultura, educação e esporte
Apesar de existirem quatro escolas públicas no bairro, com mais de três mil estudantes, a maioria da população ainda não tem acesso à cultura, ao esporte, ao lazer e a profissionalização, sofrendo com a carência de cursos para qualificação profissional. No entanto, isso está mudando com os programas sociais que oferecem oportunidades aos jovens. No bairro, está localizada a Associação de Apoio e Orientação a Criança e Adolescente (AAOCA), conhecida como Casa do Menor, que atende crianças e adolescentes carentes. Atualmente, vários jovens cursam o ensino superior, e ocorreu uma ascensão de profissionais qualificados. Além disso, alguns moradores se tornaram microempreendedores, o que gerou mais emprego. No esporte, o futebol é o mais praticado, possuindo vários times. Os mais antigos são o Comunidade, o Boca Júnior e o Caldeirão. Ainda há o time de futebol feminino Vila Nova, que foi fundado em 2007. O time é bicampeão no Estado e inclusive disputou o campeonato brasileiro de futebol feminino. Dois ícones que levaram o Vila Nova à frente são as atletas Tuanny Salvador Tonete e Luana Tonete, que estão juntas ao time desde o seu fundamento, tiveram várias chances de jogar em times ilustres, como o campeão do Brasil na época, mas optaram a continuar no time. Também existe a prática de outros esportes, como o vôlei, o basquete, o handebol, e outros.

## Religiões
É um bairro onde predomina o Cristianismo, há vários templos católicos e protestantes de várias denominações, existe também a presença das religiões de matriz africana.

## Localização
O bairro está há 15 minutos de carro a partir de Vitória, 40 minutos de Guarapari, 10 minutos de Cariacica, 10 minutos da Praia da Costa, 15 minutos de Ponta da Fruta, 20 minutos da BR-101, 10 minutos da BR-262 e 5 minutos da Rodovia do Sol. Está próximo a um Shopping, à Rodoviária, e ao Terminal Urbano de Itaparica.

### Linhas de Ônibus
Após vistorias no Terminal de Itaparica no dia 20, o terminal se encontra fechado sem data para ser reaberto por apresentar falhas estruturais, as linhas foram remanejadas para outros terminais como o Terminal do Ibes e o Terminal de Vila Velha.
- 581 - Bela Vista x Terminal Itaparica via Castelo Branco
- 588 - Terminal Campo Grande x Terminal Itaparica via São Benedito/Itapemirim/Valparaíso
- 593 - Vista Linda x Terminal Itaparica via Bairro Liberdade/Caçaroca
- 614 - Terminal Itaparica x Terminal Jardim América via Rio Marinho/Cobilandia/Nova América/Vasco da Gama
- 624 - Terminal Itaparica x Terminal São Torquato via Rio Marinho/Alvorada
- 626 - Terminal Itaparica x Terminal São Torquato via Jardim Marilândia/Cobi de Cima
- 017 - Circular Vale Encantado x Praia da Costa via Jardim Marilandia/Lindemberg/Gloria
- 022 - Circular Vale Encantado x Praia da Costa via Rio Marinho/Lindemberg/Gloria

Com a conclusão da Rodovia Leste Oeste e a reabertura do Terminal de Itaparica as linhas 582 - Padre Gabriel x Terminal Itaparica  via Jardim dos Palmares/Castelo Branco e 585 - Jardim Botânico x Terminal Itaparica via Caçaroca deixaram de passar pelo bairro. 